# Upadek Zamku Ōsaka

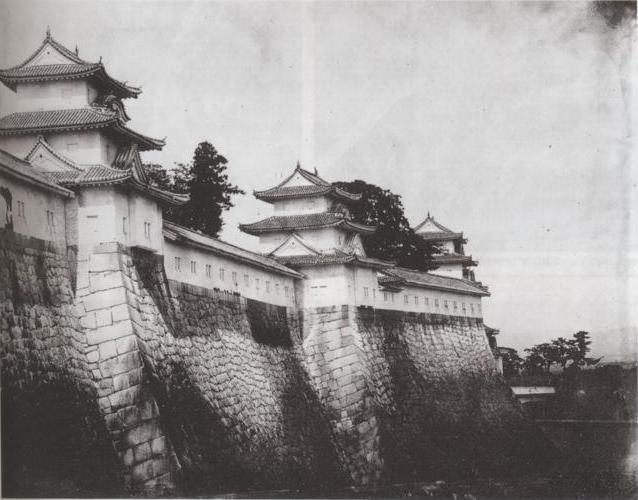
Mury Zamku Ōsaka w 1865 roku

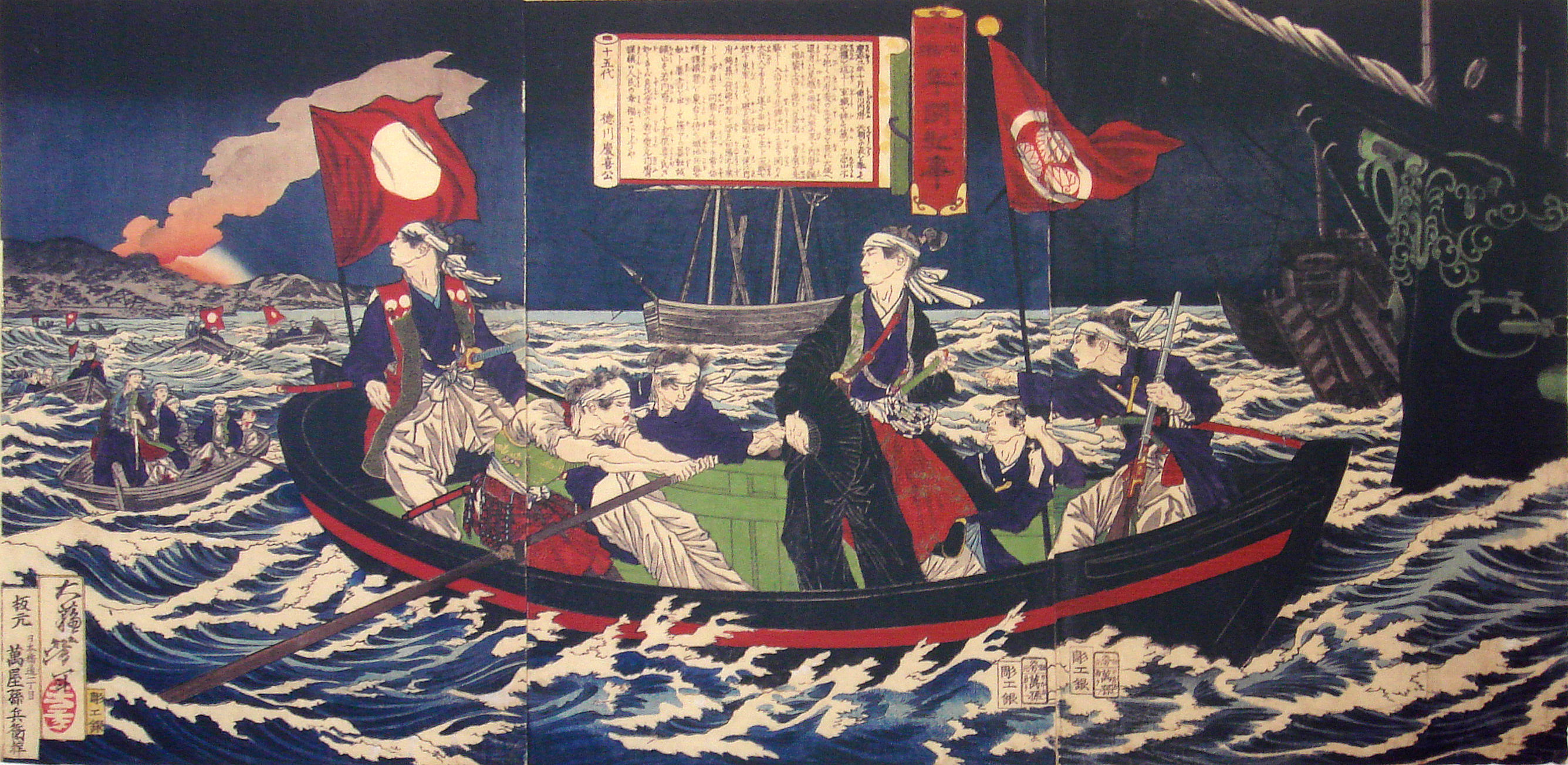
Yoshinobu Tokugawa ucieka – w tle pożar Zamku Ōsaka

Upadek Zamku Ōsaka – zdobycie znajdującego się w rękach Tokugawów Zamku Ōsaka przez siły cesarskie 2 lutego 1868 roku; wydarzenie było następstwem bitwy pod Toba-Fushimi i ucieczki Yoshinobu Tokugawy.
Siły siogunatu, po serii porażek pod Tobą, Fushimi, Tominomori oraz Takasegawą uciekły do zamku, chcąc przegrupować się pod dowództwem Tokugawy. Tam też siogun zebrał swoich doradców oraz dowódców chcąc zaplanować następne posunięcia i podbudować morale poprzez osobiste dowództwo nad wojskami. Jednak wieczorem 31 stycznia uciekł w towarzystwie daimyō Aizu i Kuwany, aby na pokładzie „Kaiyō Maru” udać się do Edo. „Kaiyō Maru” nie przypłynął jednak, co zmusiło sioguna do spędzenia nocy na amerykańskim okręcie USS „Iroquois”, zakotwiczonym w zatoce. Spóźniona jednostka przybyła następnego dnia.
Zorientowawszy się, że siogun porzucił komendę, resztka wiernych mu wojsk opuściła zamek i poddała się cesarskim. Zamek został zdobyty i spalony 2 lutego. Nowy rząd, uprzątnąwszy ruiny zbudował na tym terenie koszary wojskowe. Tokugawa tłumaczył później, iż był zaniepokojony cesarskim poparciem dla działań Satsumy i Chōshū; dodał również, że na widok cesarskiego proporca ustała w nim wszelka chęć do walki.
Zamek Ōsaka miał symboliczne znaczenie dla siogunatu Tokugawów. Jego oblężenie (1614–1615) ustaliło władzę rodu w zachodniej Japonii na następne dwieście lat.